# Bürgstadt
Bürgstadt è un comune tedesco situato nel Land della Baviera.